# 延坪島砲撃事件

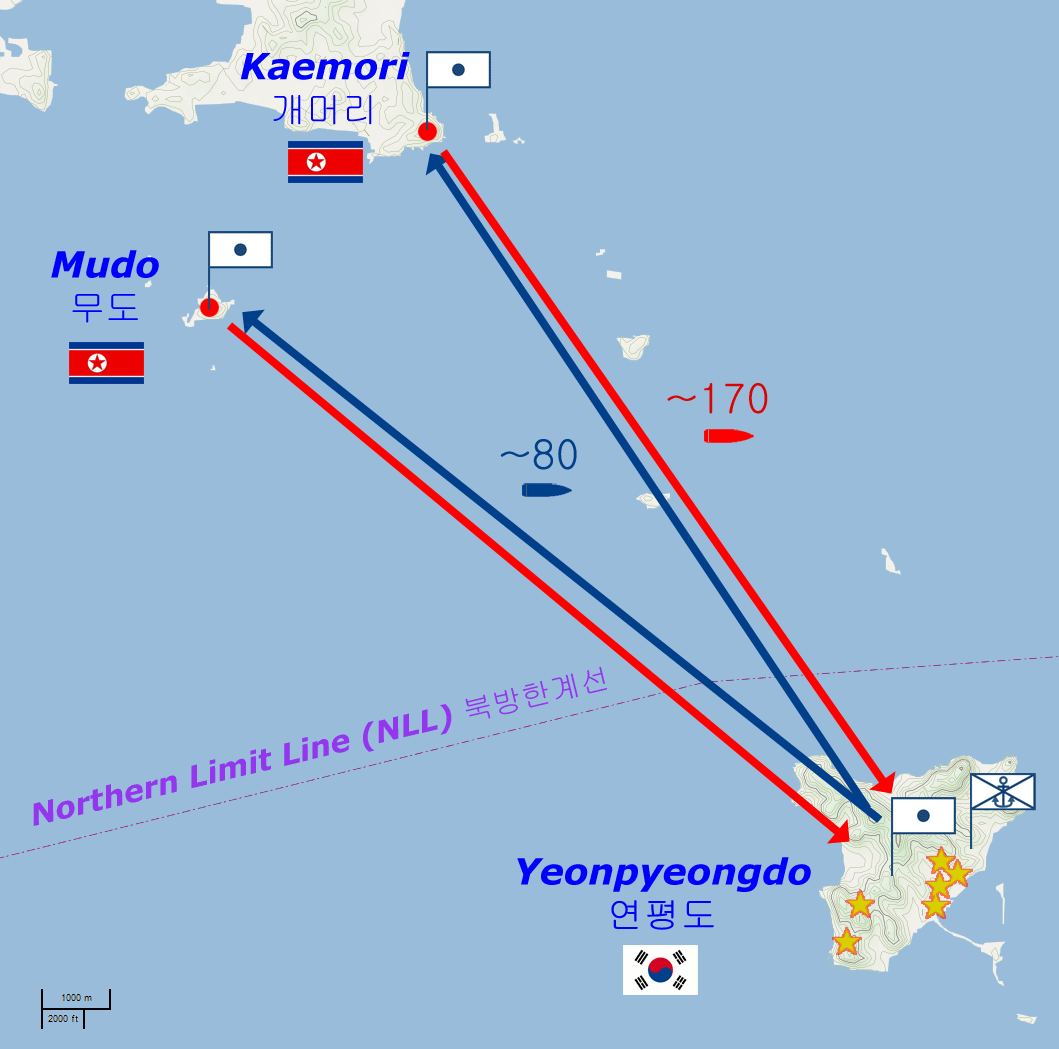
砲撃位置と砲撃数。

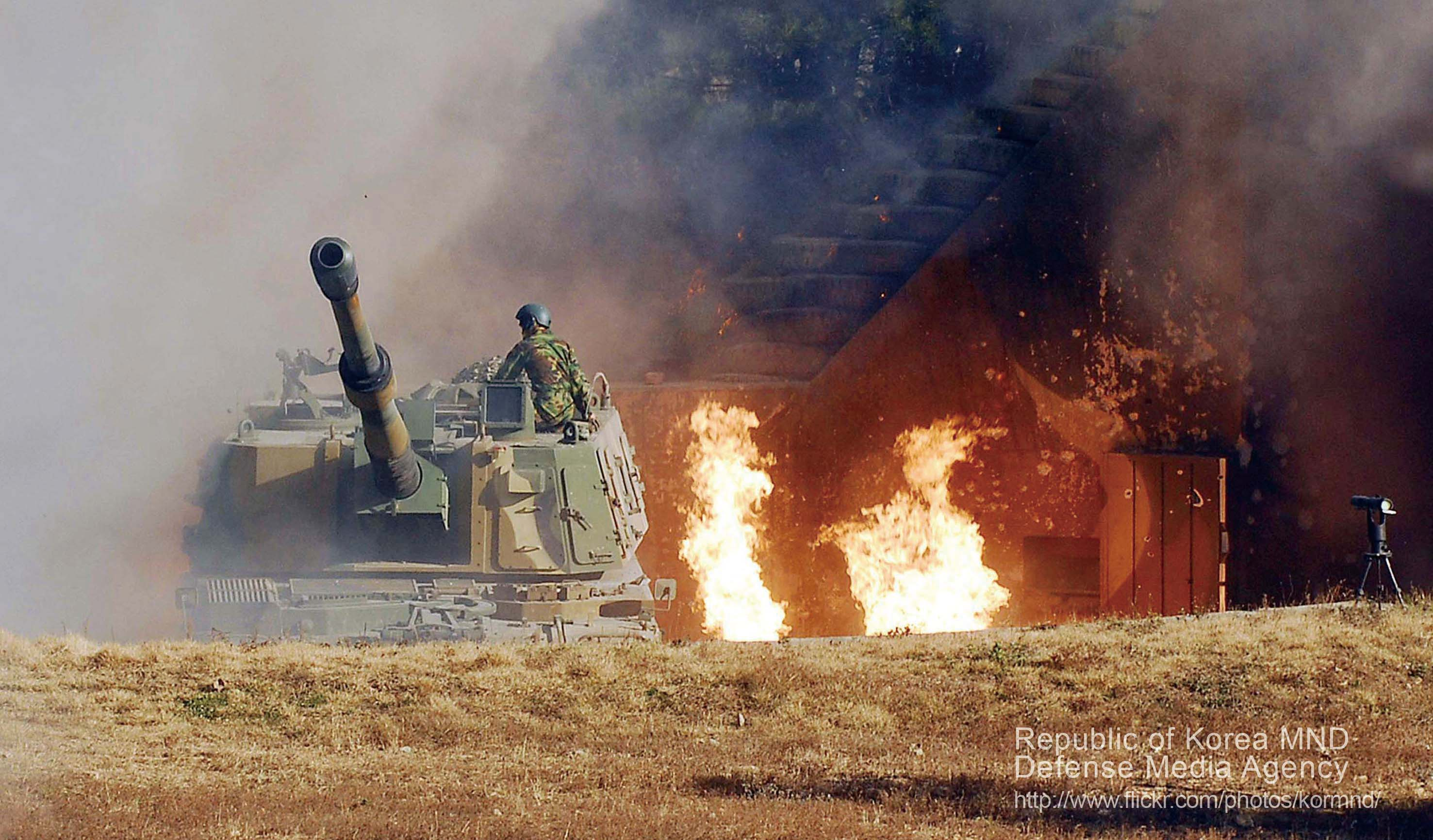
突然の砲撃に急いで反撃の準備をする韓国海兵隊の延坪部隊のK-9自走砲。

延坪島砲撃事件（ヨンピョンとう ほうげきじけん、朝: 연평도 포격〔延坪島砲擊〕）とは、2010年11月23日に大延坪島近海で起きた朝鮮人民軍と大韓民国国軍による砲撃戦と、それを発端とする朝鮮民主主義人民共和国・大韓民国間の緊張の高まりなどの一連の事件のことである。

## 概要
事件発生当日、韓国軍は黄海付近で実弾を使った軍事訓練を実施していた。
朝鮮人民軍はこれに先立って「我が国の領海に向けて砲撃が行われた場合、直ちに物理的な措置を取る」との通告をファックスで行っていたが、韓国軍側はこれを無視して訓練を継続した。
結果、延坪島で韓国海兵隊延坪部隊第7砲中隊が、配備している6門のK9 155mm自走榴弾砲のうち4門を動員し訓練を行っていた韓国標準時2010年11月23日14時34分ごろ（日本標準時と同時）、朝鮮人民軍が大延坪島に向けて、砲弾約170発を発射した。90発が海上に落下、80発が同島に着弾した。
部隊内に着弾した砲弾4発のうち1発は、1番砲の砲台を直撃。もう1発が3番砲の外壁を破壊した。訓練後に返却するため砲後部に集めてあった装薬に火が付いて火災が発生し、これにより1番砲と3番砲の2門の電気系統が麻痺した。3番砲の火災は鎮火することができ、手動照準に切り替えて応射に参加した。砲弾の直撃を受けた1番砲の火災は深刻で応射には加わることができなかった。
韓国軍は、朝鮮人民軍の砲台を目標に80発の対抗射撃を行った。またF-15KとKF-16戦闘機4機ずつを島に向け非常出撃させた。ただし、韓国政府および軍上層部は事態の拡大を避けるため、および当時の交戦規定(ROE)に則り同種兵器による限定的反撃のみにとどめ、戦闘機による直接攻撃は指示せず防空・威嚇・監視の目的で戦闘機を上空に待機させた。
この事件で韓国の海兵隊員2名、民間人2名が死亡、海兵隊員16名が重軽傷、民間人3名が軽傷を負い山火事や家屋の火災が発生した。住人1,300人には避難命令が出された。韓国軍合同参謀本部は直ちに珍島犬1号（非常事態警報）を発令し、金滉植国務総理も全公務員に対し非常待機命令を発令した。
事件2日前に北朝鮮の金正日総書記と金正恩（現最高指導者・当時、後継者として有力視されていた）が、砲弾を発射したケモリ海岸砲基地および茂島基地の砲兵大隊を視察していたとされている。そのため朝鮮首脳部が実施を直接計画・指示・承認した疑惑が浮上している。なお、2012年2月16日の北朝鮮の労働新聞は、この砲撃を金正恩が指揮していたことを公式に認めた。
また、この砲撃は強硬派で知られる金格植が主導したとされている。労働新聞は「金正恩領導者の非凡な知略と戦術で敵の挑発は挫折し、延坪島は火の海になった」と伝えている。
11月26日、延坪島で北朝鮮側より6発の砲声が轟いたことが判明。韓国軍関係者は「北朝鮮の訓練ではないか」と推定している。

## 背景
朝鮮戦争で、国連軍と朝鮮人民軍の休戦協定に際して、陸上に軍事境界線が設けられ、北朝鮮もこれに合意したが、海上の境界線については何も定めが無かった。
休戦から1ヵ月後に、国連とアメリカが北方限界線（NLL）を一方的に設定し、北朝鮮はこれを認めず、この周辺で軍事的緊張が高まる原因となった。1999年には、北方限界線より南方の豊かな漁場や韓国が実効支配する延坪島をはじめとする島嶼を、北朝鮮側に含む海上軍事境界線を朝鮮側が宣言し、これを根拠として朝鮮人民軍は1990年代末から2000年代初頭にかけて、何度か北方限界線を越えて韓国軍と衝突し、1999年には第1延坪海戦、2002年には第2延坪海戦が起こった。
また、延坪島付近ではないが、2009年には大青島の近海で銃撃戦を引き起こしている（大青海戦）。同じく2010年には、白翎島西南海域付近で韓国海軍の哨戒艦が沈没する（天安沈没事件）など緊張状態が続いていた。

## 時系列

### 2010年11月23日
主に『読売新聞』2010年11月24日朝刊2面、『朝日新聞』2010年11月23日「北朝鮮の韓国砲撃をめぐる23日の動き」より再構成
- 8時20分 - 北朝鮮が韓国の護国訓練の中止を求めるテレックスを送付
- 10時00分 - 韓国軍は、この要求を無視して訓練を開始
- 時間不明 - 北朝鮮空軍のMiG-23戦闘機5機が哨戒飛行[15]
- 14時34分 - 北朝鮮が延坪島に攻撃開始 北朝鮮が約150発を発射し、そのうち約70発が島に命中
- 14時38分 - 韓国空軍KF-16戦闘機2機が緊急出動[15]
- 14時49分 - 韓国軍が約50発の対抗射撃を実施、島民は防空壕などに避難
- 14時50分 - 韓国軍が周辺海域に珍島犬1号を発令
- 14時55分 - 砲撃戦が一時中断
- 15時00分 - 延坪島の観光客約200人が高速船で島から避難。島民の一部も漁船で脱出
- 15時10分 - 砲撃戦が再開
- 15時20分 - 日本政府、首相官邸危機管理センターに情報連絡室を設置
- 15時41分 - 砲撃戦が終了
- 15時48分 - 韓国軍が挑発をやめるよう北朝鮮に通知
- 15時50分 - 韓国消防防災庁が民防衛隊の動員準備を伝達
- 16時05分 - 中国外交部報道局の報道官が冷静な対応を呼びかけ
- 16時30分 - 韓国の全公務員に非常待機命令
- 16時35分 - 韓国政府、安全保障関係閣僚会議を開催
- 17時00分
  - 韓国の消防救助隊員が仁川港に到着
  - 日本の菅直人首相が、全省庁に情報収集と態勢準備を指示
- 18時06分 - 青瓦台が政府声明を発表
- 18時40分 - ホワイトハウスが非難声明を発表。アメリカ現地時間では午前4時40分と異例の緊急声明
- 18時56分 - 朝鮮中央通信が北朝鮮の声明発表を速報
- 19時28分 - 朝鮮中央放送（ラジオ版）が臨時ニュースで声明を発表
- 20時30分 - 韓国の金星煥外交通商部長官が在韓日本大使に状況を説明
- 20時37分 - 李明博韓国大統領が合同参謀本部を視察
- 20時45分 - 日本政府、官邸で緊急閣僚会議
- 22時00分 - ボズワーズ米政府特別代表が、北京のホテルで「米中は自制的対応をとることで一致」

### 2010年11月24日以降

#### 11月
- 24日
  -  韓国 - 新たに民間人2人の死亡を確認。
- 25日
  -  韓国 - 国防部長官の金泰栄が事件の対応をめぐり引責辞任。翌26日に李明博大統領が後任に軍合同参謀本部議長の金寛鎮を指名（12月4日正式就任）。
  -  北朝鮮 - 金正日総書記、金正恩中央委員会委員が砲撃基地の指揮部隊を訪問[16]。
- 26日
  -  北朝鮮 - 午後、延坪島周辺で6回、20発以上の砲声が聞こえる。対岸で北朝鮮軍が内陸で射撃訓練を行った模様[17][18]。
  -  中国 - 11月28日から黄海上で実施される米韓合同軍事演習に反対を表明[19]。
- 27日
  -  韓国 - 延坪島砲撃を受け、北朝鮮を国防上の「主敵」とする概念を復活させる検討を開始したと報じられる[20]。
- 28日
  -  韓国 - 米韓合同軍事演習が始まる（12月1日まで）。
  -  北朝鮮 - シルクワーム対艦ミサイル、対空ミサイルを黄海沿岸地帯に移動集結させている模様。
  -  中国  アメリカ合衆国 - ヒラリー・クリントン米国務長官と中国の戴秉国国務委員が電話会談[21]。
- 29日
  -  韓国 - 李明博大統領が国民に対しての談話を発表。

#### 12月
- 1日
  -  韓国 - 米韓合同軍事演習が終了。韓国軍は6日から独自の砲撃訓練を開始すると発表。
- 3日
  -  日本　 アメリカ合衆国 - 通算10回目となる日米合同軍事演習を開始。韓国軍のオブザーバーが初参加。
- 5日
  -  北朝鮮 - 朝鮮中央通信が、6日より始まる韓国の砲撃訓練に大青島沖が含まれることに反発すると発表。
  -  アメリカ合衆国  中国 - アメリカのバラク・オバマ大統領と中国の胡錦涛国家主席が電話会談。
- 6日
  -  韓国 - 韓国陸・海・空軍合同で対北朝鮮砲撃演習を開始（最長12日までの予定）。
- 8日
  -  北朝鮮 - 韓国軍が砲撃を感知、白翎島の北東の北方限界線より北側の北朝鮮領海内へ着弾、通常の射撃訓練と考えられている[22]。
- 18日
  -  韓国  北朝鮮 - 韓国政府当局者、韓国軍が北朝鮮から砲撃を受けた延坪島周辺の黄海で18日から21日に行われる海上射撃訓練について、現地の気象条件を考慮し20日か21日に延坪島周辺で射撃訓練を実施する予定と発表。一方北朝鮮はこれに反発、再砲撃の可能性を警告。
- 19日
  -  国際連合 - ロシアの開催要求を受け、国際連合安全保障理事会が緊急会合。
- 20日
  -  韓国 - 韓国陸・海・空軍が合同で延坪島にて砲撃訓練を約1時間半にわたり実施。

## 被害

### 韓国
- 死者：4名（海兵隊員2名、民間人2名）

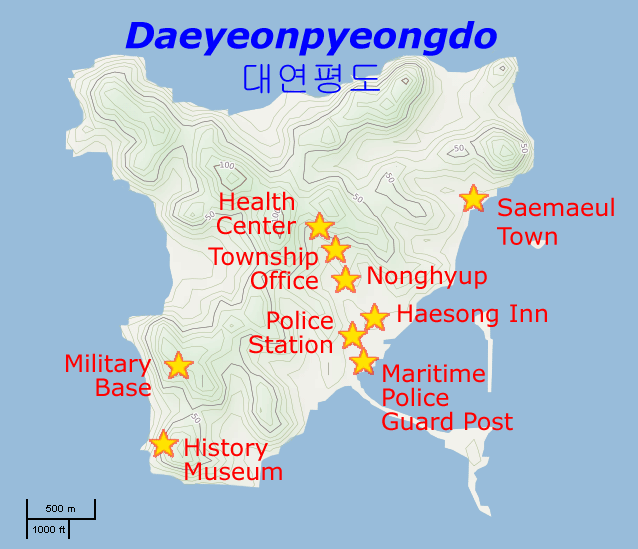
大延坪島の砲撃を受けた地点

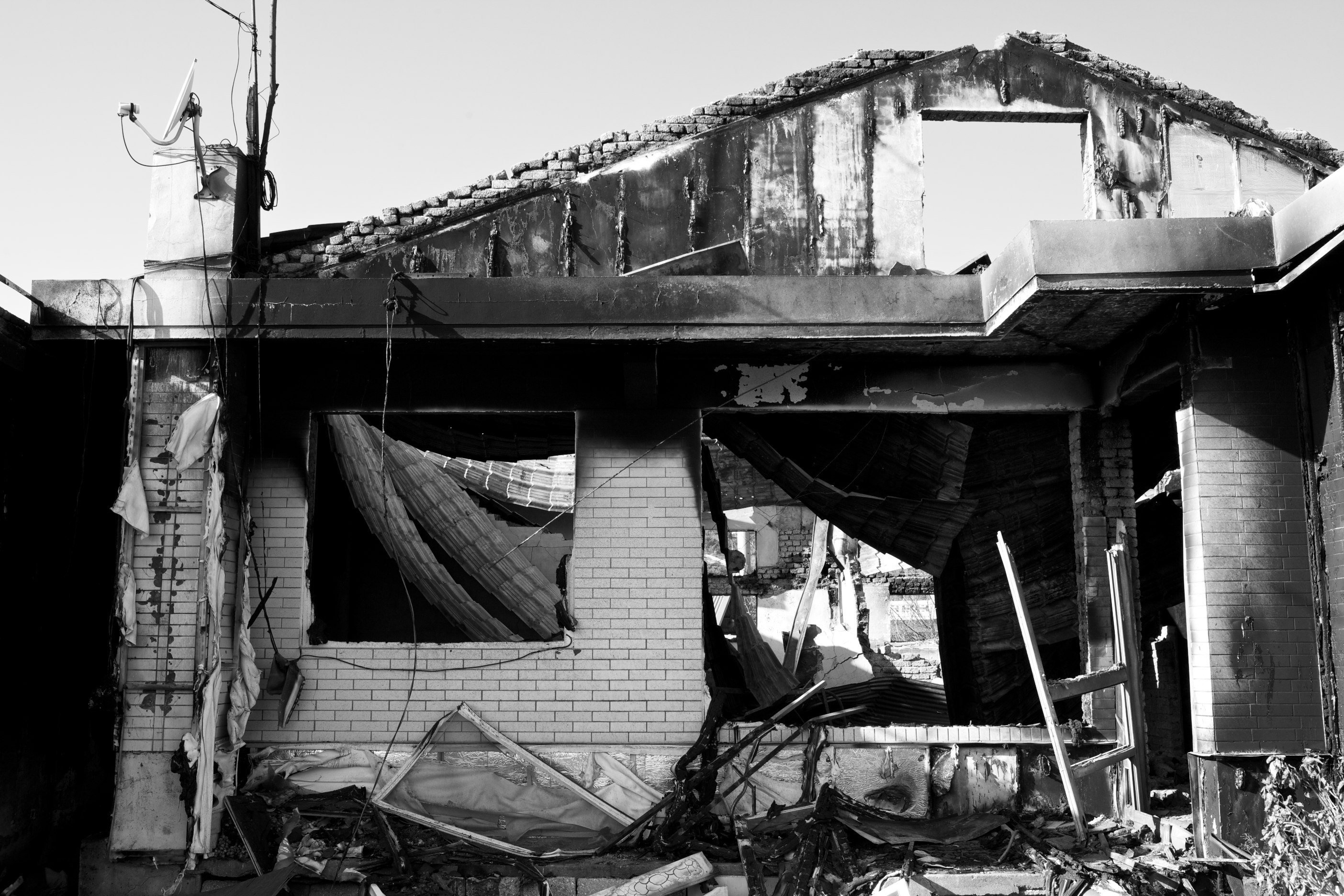
砲撃による火災で焼けた建物

- 負傷者：19名（海兵隊員16名、民間人3名）
- 避難人数 : 約1400人

北朝鮮からの砲弾は大延坪島の中央の丘陵地を越えて、島の南東部にある市街地まで到達し、火災も発生した。韓国側兵士2名が死亡、KBSテレビによれば韓国側の死傷者は数十人にのぼるという。
11月24日、韓国海洋警察が大延坪島の被害を調査したところ、砲撃された海兵隊官舎の建設現場で作業員2名の遺体が発見された。これにより犠牲者は兵士2名、民間人2名の計4名となった。

#### 避難
事件の起きた23日21時過ぎから、延坪島住民の避難が始まり、24日1時30分過ぎまでに住民394人が、仁川広域市中心部に到着。同日午前中に残りの住民450人あまりが到着した。
26日午前には、北朝鮮から再度砲撃があり、住民は再び仁川市中心部などへ避難した。
28日11時18分、「北朝鮮による砲撃の兆候をとらえた」として緊急退避命令が発令されたが、30分後には解除した。

#### 延坪島の防備体制
建設作業員や海兵隊員が死亡した重大な攻撃であったにもかかわらず、約1660人の島民に犠牲者は一人も出なかった。この要因には島民が有事に備えて設けた待避所の存在があげられる。もともと、北朝鮮までわずか10kmしか離れていない島であることから、砲弾が撃ち込まれることを想定した防空施設が多く、さらに島民は日常的に避難訓練を実施するなど危機意識の高さが被害を最小限に抑えたと考えられている。

#### 島内で起こった出来事
- 避難中にいわゆる火事場泥棒の被害が発生している[30]。
- 避難した住民の飼っていたペットが延坪島に取り残された。これを受け動物愛護団体は、これらのペットを保護した[31]。

### 北朝鮮
北朝鮮から被害などの影響について公式の発表はない。韓国国内においても詳細は不明で、情報統制の可能性が指摘されている。
衛星写真で施設が破壊された様子が撮影されているものの人的被害の情報は確認されていない。ある民間団体が、北朝鮮の消息筋の話として、北朝鮮将校1人が死亡、2人が重傷を負ったと伝えているが、韓国軍当局はこれを否定している。後にアメリカの情報関連会社が延坪島の対岸にあたる北朝鮮領を捉えた写真を公開したが、標的となった軍事施設を飛び越え、周辺の田畑に着弾した痕跡が14箇所発見された。これに関して、韓国与党ハンナラ党の金武星院内代表は2日の党会議で、韓国軍が延坪島から反撃のため発射した自走砲の砲弾80発のうち、衛星写真で着弾点が確認されたのは45発で、残り35発は海に落ちたことを明らかにし、その45発のうち14発を先述の写真で確認した結果、標的の北朝鮮砲台には1発も命中せず、いずれも周辺の田畑に着弾したと指摘。軍が着弾地点の半径50メートルを「廃墟にできる」と報告していた砲撃の威力についても、「田畑が少し乱れた様子しか確認できない」とした。初動の遅れに加え応射が効果を発揮しなかったことで、事件への対応をめぐり李明博政権へさらなる批判が浴びせられる可能性がある。
一方で中国の消息筋は北朝鮮の被害は韓国より大きいと述べている。
また、中朝関係に詳しい消息筋の話として、北朝鮮の政府関係者が自国の被害が韓国の数倍に達すると明らかにした。同消息筋は北朝鮮側の被害規模について軍人だけのものなのか、民間人を含めたものなのかという点については北朝鮮側から明かされることはなかったと述べている。
また中国の国務委員である戴秉国は2010年11月27日の訪韓時に、北朝鮮側もかなりの被害を受けていると明らかにしている。
事件から2年後の2012年には、延坪島に砲撃した部隊である朝鮮人民軍第4軍団と連絡が取れる北朝鮮黄海南道のある消息筋はアメリカのラジオ・フリー・アジアの3月2日の放送において、「延坪島戦で北朝鮮軍10余人が死亡し、約30人が負傷したという話を北朝鮮軍の大隊長から聞いた」と伝えた。

### 砲撃を行った朝鮮人民軍について
北朝鮮軍が砲撃に使用した兵器は76.2ミリ砲と100ミリ以上の砲、自走砲、多連装ロケット砲ではないかとみられている。100ミリ以上の砲は122ミリ砲もしくは152ミリ砲などの報道もあり情報が錯綜している状況である。ロケット砲の兵器名は不明だが、BM-21（北朝鮮名BM-11）の可能性が高い。
韓国紙東亜日報は2010年12月3日、延坪島砲撃において、北朝鮮軍が電波妨害（ECM）を実施しそのため多大な被害が生じたと関係者の証言があったことを報道した。その証言によると、砲撃に先立ち北朝鮮軍が電磁パルス（EMP）による電波妨害を実施。そのため韓国軍の対砲兵レーダーが正常に作動せず、砲弾の発射地点を特定できず、北朝鮮の茂島のみに反撃。最大の威力を発揮した多連装ロケット砲があるケモリ海岸への応射が遅れ被害が拡大した可能性があるという。軍事評論家の田岡俊次は、17kmの距離の曲射、それも間接照準で170発中80発とは驚異的な命中率と指摘し、旧式の兵器が多く、兵士の質が劣り、軍事技術は高くないとされる通説とは裏腹に、最近の北朝鮮の軍事技術が、決して侮れないレベルに達しつつあることを述べている。
初代防衛大臣補佐官の森本敏もまた、北朝鮮からは島の中央にある山により死角となっている市街地を正確に狙って砲撃している事、そして砲弾が一発も島（市街地）を飛び越して、海に着弾していない点を挙げて、北朝鮮軍の砲撃の精度の高さを指摘している。

## 対抗措置
韓国
青瓦台は、「わが軍は交戦守則に基づき即刻対応した。追加挑発時には断固対応する」と声明を発表。李明博大統領を筆頭に担当閣僚による国家安全保障会議を開催。李大統領は事態の拡大を防止するよう指示した。統一部は2010年11月25日に予定されていた南北赤十字会談の無期限延期を発表した。
29日午前、李大統領は国民向けに談話を発表。軍事的な対応も辞さない立場を表明した。
- 一、大統領として国民を守れなかった責任を痛感
- 一、韓国軍に対する国民の失望感を熟知している
- 一、北朝鮮の武力挑発は今までとは次元が違う
- 一、民間人に対する軍事攻撃は反人道的犯罪である
- 一、北朝鮮の核の放棄を期待するのは難しい
- 一、今後北朝鮮の挑発には必ず応分の対価を支払わせる
- 一、日米英独露を含む多くの国が韓国を支持している
- 一、特にアメリカは同盟国として強力な対応を行動で示した
- 一、西海五島をいかなる挑発からも固守する
 — 李明博大統領特別談話要旨、
なお、当時米国のNSCアジア上級部長だったジェフリー・ベーダーが明らかにしたところによれば、李明博政権は12月に「局地対応をはるかに越えるレベルの報復」を検討していた。これは実現に至らなかったが、朝鮮半島での戦争を危惧した米国が自制を求めたためとされている。
韓国国内では、軍が対処に手間取ったと批判されたことから、イスラエル製ミサイルスパイクを配備するなど、延坪島の軍備増強、および要塞化を進めている。
 北朝鮮
朝鮮人民軍最高司令部声明として「南が、わが領海で射撃訓練を行う無謀な挑発行動を取った。このため、われわれは、これに対して断固たる軍事的措置を取った。今後も、南が、わが領海に侵犯するならば、無慈悲な軍事的打撃を続けるだろう」と警告、さらに「われわれが設定した境界線だけが存在する」とも述べた。
北朝鮮の声明要旨
- 一、南朝鮮（韓国）は再三の警告にもかかわらず軍事的な挑発を敢行した。
- 一、挑発は北方限界線を固守しようとの悪質な企図だ。
- 一、わが革命武力は軍事的挑発には即時強力な物理的打撃で応じる。
- 一、挑発者を無慈悲な鉄槌で治めるのは我が軍の伝統だ。
- 一、今後も南朝鮮がわが国領海を0.001mmでも侵せば躊躇なく軍事的打撃を加える
- 一、黄海には唯一われわれが設定した海上軍事境界線だけが存在する
 — 北朝鮮最高司令部、産経新聞2010-11-24朝刊8面および共同通信2010-11-23
27日になって「民間人死亡者が発生したのが事実なら極めて遺憾」という論評を出した。28日からの米韓合同演習を控え韓国世論を和らげる意図があるとされているが。
- 「民間人に死亡者が発生したのなら大変遺憾である」
- 「米韓は事態を捏造し『民間人死傷者発生』についてばかり宣伝している」
- 「今回の責任は『人間の盾』と形成した敵の非人間的行いにある」
- 「敵側の砲弾は我々の陣地から遠く離れた民家周辺まで無差別に飛んできた」
 — 北朝鮮最高司令部論評、など

## 各国の反応
日本
初動
砲撃が始まったおよそ30分後の15時10分過ぎに政府は韓国・中国・アメリカ・ロシアで情報収集を開始。15時20分には総理大臣官邸に情報連絡室が設置された。総理大臣公邸にいた菅直人首相には15時30分ごろに知らされた。
指示、発言
国会対策を終えた菅総理は16時45分、官邸に入り仙谷由人内閣官房長官、古川元久内閣官房副長官、伊藤哲朗内閣危機管理監らと協議。17時10分頃から報道陣の取材に応じどこの国よりも早い首脳による事件に対する公式発言が行われた。
政府の見解
夜になって仙谷官房長官が記者会見を行い、「北朝鮮の砲撃は許し難い」などとする政府見解を発表した。
- 「北朝鮮を強く非難する」
- 「韓国政府の立場を支持する」
- 「このような行為を直ちにやめるよう求める」
- 「関係国と緊密に連携して対応したい」
 — 政府見解、
国会
26日、衆議院、参議院両院は「無差別とも呼べる砲撃は言語道断の暴挙。一般住民を巻き込む武力による挑発行為は決して許されない」とした北朝鮮を非難する決議を全会一致で採択した。
自由民主党
谷垣禎一総裁は「米韓ときちんと連携し中国にも働きかけることが必要だ」と指摘。さらに「日米同盟のゆらぎが問題」と苦言を呈した。また政府の対応の遅れにも批判している。
公明党
山口那津男代表は「在韓邦人の保護に万全の措置をとってもらいたい」と政府に申し入れた。
社会民主党
重野安正幹事長は、「民間に被害、まことに遺憾」とコメント。
警察庁
岡崎トミ子国家公安委員会委員長は事件明けの24日、全国の警察本部に在日本朝鮮人総聯合会の動静を収集するよう指示。一方自身は事件発生日の23日は警察庁に登庁せず自宅待機していたことが明らかになった。
農林水産省
鹿野道彦農水相は日本海での漁船の安全を確保するよう対応を協議した。
外務省
前原誠司外相はヒラリー・クリントン米国務長官、金星煥韓国外相とすでに電話会談。在韓邦人の保護について検討するとした。
防衛省
北澤俊美防衛相らは普段出入りする地上入り口を使わず報道陣を避けるように地下入口から防衛省に登庁した。
島根県
23日16時30分に緊急の危機管理連絡会議を開催。
鳥取県
24日9時30分から緊急会議を開き、平井伸治知事は「国際社会に対する重大な挑戦だ」と非難した。
福岡県
麻生渡知事は「民間人の居住地を攻撃したのは非常に重大だ」と非難した。
 アメリカ合衆国
ロバート・ギブズ大統領報道官は北朝鮮を強く非難するとの声明を異例の午前4時半（現地時間）に発表し、朝鮮戦争休戦協定を遵守するよう求めた。
バラク・オバマ大統領は就寝中の午前3時55分（同）に報告を受け激怒したという。
フィリップ・クローリー国務次官補（広報担当）は「北朝鮮の挑発行為をやめさせるには中国が極めて重要。米中両国政府高官が数日中に対応を協議する」と述べオバマ大統領と胡錦濤国家主席が北朝鮮の挑発行為を阻止するよう求める方針を明らかにした。
 中国
中国外務省は「関係国が朝鮮半島の平和と安定のために努めることを望む」と韓国・北朝鮮双方に冷静な対応を求め、今後の動向に注目するとしている。その一方で、北朝鮮の突然の行動に対しては、修復に向かっていた外交状況を再び悪化させるとし、「こころよくはみていない」としている。事態打開のため11月28日には「重要な情報を発表する」と予告した上で6カ国協議参加諸国の首席代表による会合開催を提案したが、日米韓三国は応じなかった。
 ロシア
セルゲイ・ラブロフ外相は事件自体を非難したものの、「攻撃した者は重い責任を背負うべきだ。」と名指しは避けている。並びに事件が軍事衝突に繋がるのを防止しなければならないという考えを表明。
 イギリス
ウィリアム・ヘイグ外相は「北朝鮮による韓国へのいわれのない攻撃を強く非難する」との声明を出した。
 フランス
ミシェル・アリヨ＝マリー外相は「最も断固たる態度で非難する」と声明。
 オーストラリア
ジュリア・ギラード首相は「北アジアの安定を脅かすものだ」として北朝鮮に国際法の順守と敵対的行動の中止を求めた。また、ケビン・ラッド外相は日韓と対応を協議するとしている。
 国際連合
韓国出身の潘基文事務総長は「深く懸念する。朝鮮戦争終結以来、最も重大な事件の一つだ」と、北朝鮮を非難。
国際刑事裁判所（ICC-PCI、通称「ICC」）
ICCは12月6日、先の哨戒艦沈没事件と今回の事件が北朝鮮の「戦争犯罪」に該当するか予備調査を進めると発表した。
3カ国外相会談
日本時間12月8日アメリカ・ワシントンのアメリカ国務省で、日本（前原誠司外相）・アメリカ（ヒラリー・クリントン国務長官）・韓国（金星煥外交通商相）の外相級の会談が行われ、中国に積極的な役割を果たすよう求める共同声明を発表した。しかし会談ではアメリカが対中柔軟姿勢を示すなど温度差が露呈している。

## 事件の影響

### 市場
砲撃のニュースが伝えられた時点で、外為市場ではUSドルがユーロ、円に対して大きく上昇した。
先物市場ではアメリカ10年物国債が上昇、ウォン相場は1ドル1180ウォンに急落、米原油先物は23日朝の欧州取引で下落、ノンデリバラブル・フォワード1か月物も4%下落した。韓国中央銀行は市場の影響を懸念し18時から臨時会合を開いた。
株式市場では、サムスン証券アナリストは、「これまでに北朝鮮が韓国に対してとった行動とは違うため、明日の市場は下落で始まるだろう」との見解を示した。砲撃はミサイル発射よりは問題だが核実験ほどでもないとしている。

### スポーツ
- 砲撃が起きた日は丁度2010年アジア競技大会が開かれていたため重苦しい空気が流れた。アーチェリー女子個人部門では韓国の尹玉姫が金メダル、北朝鮮のクォン・ウンシルが銅メダルを獲得したため並んで表彰式に立った[94]。4年後の2014年アジア競技大会は仁川広域市の沖合で開催される予定だが、担当者は「アジアオリンピック評議会はスポーツ団体であり政治の影響は受けない」と強調[95]。閉会式では韓国と北朝鮮の選手が同時に入場した[96]。
- ソウル出身で大相撲力士の春日王克昌は「（もし戦争になれば）俺も招集されるのかな」とコメントした[97]。春日王の実家は延坪島から80kmほど離れたところにあり、怒りをあらわにした春日王は23日蒼国来戦に勝利[98]。その後、連絡を取り家族全員の無事が確認された[99]。

### 朝鮮学校無償化問題
高木義明文部科学大臣は朝鮮学校への高校無償化適用について「重大な決断」として中止する可能性もあると表明した。前原誠司外相も「前提が変わった」として同様の認識を示した。この発言について橋下徹大阪府知事（当時）は「判断がブレてる」と批判している。

### 旅行
砲撃事件発生後、韓国への渡航をキャンセルした外国人観光客は5500人に上った。一番多かったのは日本からの観光客約4000人で、その約半数が修学旅行など団体客であった。
また、当時修学旅行中だった秋田修英高等学校、横浜英和女学院中学高等学校の生徒・教諭らは全員無事が確認された。

## 対北朝鮮軍事演習
- 2010年11月28日から翌12月1日までの計4日間、中国の排他的経済水域外の黄海（韓国では西海、北朝鮮では朝鮮西海と呼称している）上で米韓合同軍事演習が実施され、米軍原子力空母ジョージ・ワシントン、イージス艦フィッツジェラルドなど6隻、韓国側からもイージス艦世宗大王ほか駆逐艦、哨戒艦など6隻が参加した[106]また、米軍は北朝鮮による弾道ミサイル発射に備えて28日午前に沖縄・嘉手納基地から偵察機RC-135Sを発進させて警戒に当たった。さらに、3日目にあたる同月30日には事実上の海上封鎖など大量破壊兵器拡散防止構想に基づく訓練も実施した[107]。この訓練につき北朝鮮のみならず中国も批判的意見を述べていたが、具体的な軍事行動はとらなかった。
- 2010年12月3日から同月10日までののべ8日間、日本各地の基地と周辺空海域で日米共同統合演習（コードネーム「キーン・ソード：Keen Sword」＝「鋭利な剣」の意）が実施された[108][109]。日米共同統合指揮所演習（コードネーム「キーンエッジ：Keen Edge」＝「鋭い刃」の意）については、実施されたかは不明（キーンエッジは数年おきに実施され、2010年1月の演習（キーン・エッジ2010）ではニコニコ動画で演習の模様が生放送されており、今回も積極的に演習の模様を公開すると考えられていたが発表がなかった）。この演習は1年も前から計画され、今回の砲撃とは無関係に実施が決まっていたものだが、先の米韓合同軍事演習に参加した空母ジョージ・ワシントンが加わり、自衛隊（陸海空）から約3万4千人、艦艇約40隻、航空機約250機、一方アメリカ軍からは約1万人、艦艇約20隻、航空機約150機の過去最大規模となり、さらに韓国軍が初めてオブザーバーとして参加した。演習の中心となるのは弾道ミサイル防衛だとしていた。訓練期間中の2日深夜から3日未明にかけては、ミサイル本体を除くPAC3が沖縄・宜野湾市の普天間基地とうるま市のキャンプ・コートニーに移動、7日未明にはさらに名護市のキャンプ・シュワブに展開、うるま市のホワイト・ビーチ地区でもPAC3の一部が確認された。自衛隊のパトリオット（PAC2）も南城市の航空自衛隊・空自念分屯地から陸上自衛隊・勝連分屯地に移動した。この演習は日米韓の結束をアピールし北朝鮮を牽制する狙いがあったものとみられている。アメリカは核爆弾や空中発射巡航ミサイルを搭載することのできるB-52戦略爆撃機を投入する予定と発表されていた[110]。今回の統合軍事演習のうち沖縄周辺海域などで実施する海上・航空作戦の演習では、近年沖縄（＝第一列島線）近海を越え第二列島線へ勢力拡大を狙う中国に対して制空権・制海権を確保するためのメッセージとして、北朝鮮のみならず中国に対しての牽制の目的もあるとされた[111][112]。6日午前能登半島沖で、この演習中にロシアの対潜哨戒機2機が飛来したため、一時的にこの空域での訓練を見合わせた。訓練の偵察が目的だったと推測されている[113]。
- 12月6日より12日までの計6日間、韓国は上記の合同軍事訓練ののち、黄海の北方限界線近くにある大青島（デチョンド）南西部など全国29箇所で定例の海上射撃訓練を実施した[114]今回の訓練では軍関係者の話として「延坪島と白翎島付近の海域は射撃訓練の地点に入っていない」としていた[115]。この間、北朝鮮からの軍事的な行動は、主張している自領土内での従来から行われている散発的な通常訓練に留まった。中国への配慮と考えられている。
- 12月15日に韓国で、全国民が参加する避難訓練が行われた。朝鮮人民軍による攻撃を想定し、空襲警報が鳴らされ、交通も制限された[116]。
- 12月20日、韓国軍は事件のあった延坪島沖での射撃訓練を再開した[117][118]。
- 12月23日、韓国軍が南北境界付近で大規模な軍事演習を行ったことを受け、北朝鮮の人民武力相が「聖戦」を行う準備があると警告した[119]。

## その他
- 韓国側は、北朝鮮側の砲撃を分析し、使用した長射程砲の砲弾は半分以上が海に落下するかあるいは不発弾となったとする見解を発表した。砲弾を温度や湿度に合わせて大量保管、維持する能力や劣化した砲弾を再生する技術が欠けているものと判断している[120]。